# Райнхолд Франк
Райнхолд Франк (на немски: Reinhold Frank) е германски юрист, участвал в опита за убийство на фюрера Адолф Хитлер от 20 юли 1944 г.

## Биография
Райнхолд Франк е роден в Баххауптен. След като служи в армията през Първата световна война, той учи право във Фрайбург. Член на Katholische Deutsche Studentenverbindung Arminia. След като е младши адвокат, той отива в Карлсруе и там, заедно с д-р Холон, ръководи правна практика. Благодарение на християнската си представа, нацистката идеология не го грабва. Често се оказва, че защитава преследваните католически свещеници, които често се озовават пред съдилищата по време на Третия райх, че са изразили критики към режима.
Франк принадлежи на кръга на съпротивата, основана от д-р Карл Фридрих Гьорделер. Той вече се е съгласил да бъде готов в Баден да поеме водеща роля в реконструкцията на Германия, ако заговорът за свалянето на Хитлер действително успее. След като плана се проваля, Франк е арестуван доста бързо на 21 юли 1944 г. Признат за виновен от Народна съдебна палата за измяна. На 12 януари 1945 г. той е осъден на смърт. Обесен е на 23 януари в затвора Пльоцензе в Берлин.
В негова чест е поставен паметник на главното гробище в Карлсруе. Улицата в Карлсруе, където е кантората на адвокатите, носи името му. Изследователският център за немската съпротива срещу националсоциализма в Югозападна Германия, заедно с университета в Карлсруе, град Карлсруе и германския Бундесархив, чествуват Франк годишно в периода около 20 юли на паметници.